# 杨店乡 (肥东县)
杨店乡，是中华人民共和国安徽省合肥市肥东县下辖的一个乡镇级行政单位。

## 行政区划
杨店乡下辖以下地区：
杨店村、许岗村、麻朱村、岗岭村、跃进村、路塘村、红堂村、黄栗民族村、大夏村、胜利村、刘兴集村、姚岗村、向阳村和大李村。